# Marcus förlag
Marcus förlag ingår i medieföretaget Litzon Press Förlags AB som bedriver förlags- och tidningsverksamhet. Kontor finns i Sörby i Örebro och på Lindholmen i Göteborg. Förlaget ger ut dokumentärer, biografier/livsberättelser samt litteratur om självhjälp, populärpsykologi, teologi och ledarskap. Förlaget är ett av de förlag som ger ut Bibeln i Bibelkommissionens översättning. Man ger också ut konfirmandmaterialet Vägens folk. Förlaget har även barnboksutgivning. 
Bland författarna finns Mitch Albom, K.G. Hammar, Cajsa Tengblad, Tom Wright, Katherine Boo, David Melling och Patrick Lencioni.
I januari 2009 rapporterade den kristna dagstidningen Dagen om hur Marcus förlag var ett av få i branschen som gjorde vinst när andra bokförlag brottades med förluster.
Förlagschefen Marcus H Pollack (född 1977) tillhör fjärde generationen i mediefamiljen Hällzon från Örebro. Han är son till   Åke Hällzon, som är VD för Litzon Press Förlags AB och chefredaktör för Hemmets vän, sonson till förlagschefen i Evangeliipress Sune Hällzon och sonsons son till Florentinus Hällzon.